# Controdiairesi
La Controdiairesi, nella filosofia di Epitteto, è il Giudizio di secondo grado, o Supergiudizio, operato dalla Proairesi umana e grazie al quale noi, tra giudizi ordinari relativi a qualunque situazione, affermiamo in nostro potere esclusivo quanto non è in nostro esclusivo potere oppure non essere in nostro esclusivo potere quanto invece è in nostro esclusivo potere.
La Controdiairesi è il Supergiudizio esattamente contrario alla Diairesi.

## Esempi
Epitteto fa numerosissimi esempi, tra i quali possiamo scegliere questi:
1. "Oggi devo inevitabilmente morire. Ne devo pure gemere?" ('Diatribe' I,1,22)
2. "Domani devo essere inevitabilmente imprigionato. Dovrò anche lamentarmi?" ('Diatribe' I,1,22)
3. "Sono stato condannato all'esilio. Chi mi impedisce di ridere, di essere di buonumore, di essere sereno?" ('Diatribe' I,1,22)

La Proairesi che si atteggia secondo Controdiairesi nel primo caso sceglierà di ribellarsi alla  morte e di gemere. Nel secondo caso cercherà ogni mezzo per sfuggire alla prigione e sceglierà di lamentarsi. Nel terzo caso cercherà di evitare l'esilio e sceglierà di non ridere, di non essere di buonumore, di non essere serena.